# N'Dele (flygplats i Centralafrikanska republiken)
N'Dele är en flygplats i Centralafrikanska republiken. Den ligger i den centrala delen av landet, 500 km nordost om huvudstaden Bangui. N'Dele ligger 510 meter över havet.
Terrängen runt N'Dele är lite kuperad. Trakten runt N'Dele är nära nog obefolkad, med mindre än två invånare per kvadratkilometer.. Närmaste större samhälle är Ndélé, 1,2 km norr om N'Dele.
Omgivningarna runt N'Dele är huvudsakligen savann.